# Neuf-Sarrewerden
Ne doit pas être confondu avec Sarrewerden.
Neuf-Sarrewerden (allemand : Neusaarwerden), dans sa forme longue la Ville-Neuve de Sarrewerden, est une ancienne commune française ayant appartenu au département du Bas-Rhin du 23 novembre 1793 au 16 juin 1794. À cette date, elle fusionne avec Bouquenom pour former Sarre-Union.

## Localisation
| Schopperten |                                |                         |
| Harskirchen | Neuf-Sarrewerden (Sarre-Union) | Bouquenom (Sarre-Union) |
|             | Sarrewerden                    |                         |

## Toponymie
- Neuf-Sarrewerden désigne le « nouveau Sarrewerden »; Sarrewerden venant de Sarre, la rivière qui traverse le village et Werd, « île » qui désigne un îlot se trouvant à proximité[1].
- anciennes mentions: Neusaarwerden (1702-1793), Neuf-Sarverden[2] (1756), Neuf-Sarwerden[3] (1840), Ville-Neuve de Sarrewerden.
- Neu-Saarwerden ou Neusaarwerden en allemand.
- Sobriquet des habitants : Schisskiwel[4] (pots de chambre).

## Histoire
En 1629, Bouquenom et Sarrewerden, respectivement capitale de facto et capitale de jure du comté de Sarrewerden, sont rattachées à la Lorraine. Elles forment dès lors une enclave dans le comté.
Cette transaction oblige les Nassau à renoncer à tout jamais à l’ancienne capitale administrative qu’était Bouquenom. Aussi décident-ils de se doter d’une nouvelle ville, une Neustadt qu’ils élèvent à partir de 1707, en aval d’Altsaarwerden, juste en face de Bouquenom, sur la rive gauche de la Sarre. À présent, Neostadium ad Saaram, le Neusaarwerden qualifié de Nassauisches Mannheim (le Mannheim des Nassau), voit le jour. Ici, nulle copie d’une cité médiévale étouffant dans ses remparts comme le vieux Bouquenom, mais une ville moderne, ouverte, construite en damier et à l’architecture repensée : large rue principale se coupant à angle droit avec des rues secondaires menant aux bâtiments communs, ville où de magnifiques maisons bourgeoises aux frontons et tympans enrichis de sculptures se font face de part et d’autre de l’avenue.
A ville nouvelle promue, en 1745, chef-lieu du bailliage de Neuf-Sarrewerden, nouvel hôtel de ville donnant sur la place du marché et, à proximité, nouvelles églises et écoles luthériennes et calvinistes… S’y élèvera même en direction du proche Harskirchen, chef-lieu de bailliage de Harskirchen, un château de plaisance que Goethe admirera encore en 1770.
À l’approche de la révolution française, les idées des protestants de Neusaarwerden sont touchés par la politique de propagande conquérante mise en place par la Convention nationale. La jeune République française promet, en effet, aide aux peuples voisins des frontières désireux « d’être soustraits au joug des valets corruptibles du despotisme ». Les députés Henry Karcher (Bouquenom) et Nicolas François Blaux (Sarreguemines) soutenus par Philippe Rühl (Strasbourg) redoublent de zèle pour demander la réunion de l’ancien comté de Sarrewerden à la France. C’est ce que réalisera le décret de la Convention du 14 février 1793. Le 23 novembre de la même année, toutes les localités des princes possessionnés étrangers sont distraites de leurs anciens territoires et incorporées au Bas-Rhin.
Le 16 juin 1794, la Convention décide la réunion de Neuf-Saarwerden (715 hab.) et de Bouquenom (1997 hab.) en une seule et même commune sous la dénomination de Saar-Union, francisé Sarre-Union après la Première Guerre mondiale.

## Démographie
| 1793 | 1794 |
| ---- | ---- |
| 692  | 715  |

## Monuments

### Monuments historiques
- Ancien château (XVIIIe), 44 rue de Verdun[7]
- Porte sur rue (1714) du 27 rue de Verdun, inscrite MH en 1934[8]
- Porte sur rue, appui de la baie voisine avec consoles à têtes de lions et porte latérale du 14 rue de Verdun, inscrits MH en 1934[9]
- Porte sur rue (1707) au 16 rue de Verdun, inscrite MH en 1934[10]
- Porte sur rue au 25 rue de Verdun, inscrite MH en 1934[11]
- Façades et toiture de l'ancien Hôtel de Ville, 1 rue de l'École, inscrites MH en 1934[12]

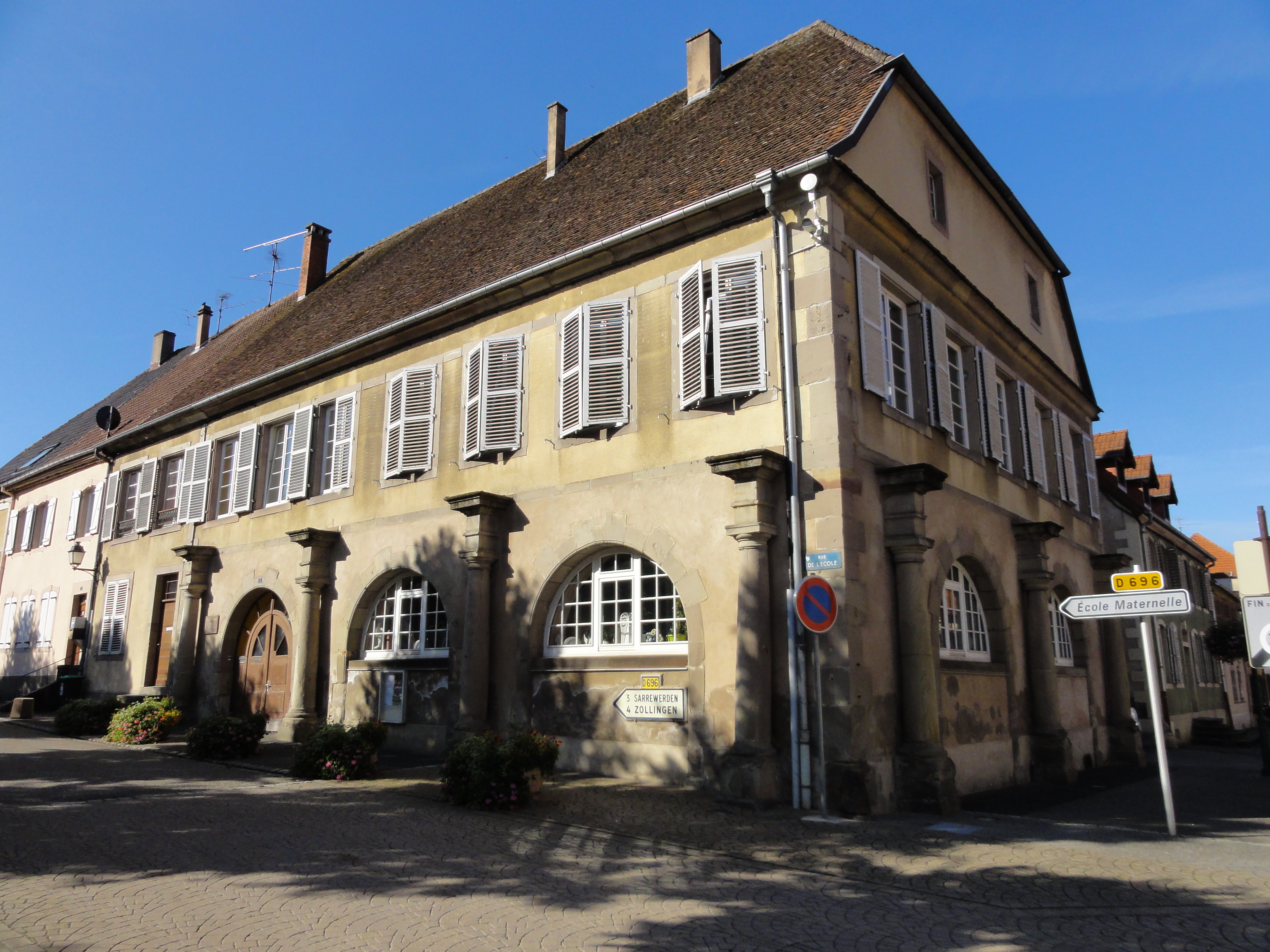
Ancien hôtel de ville, 1 rue de l'École
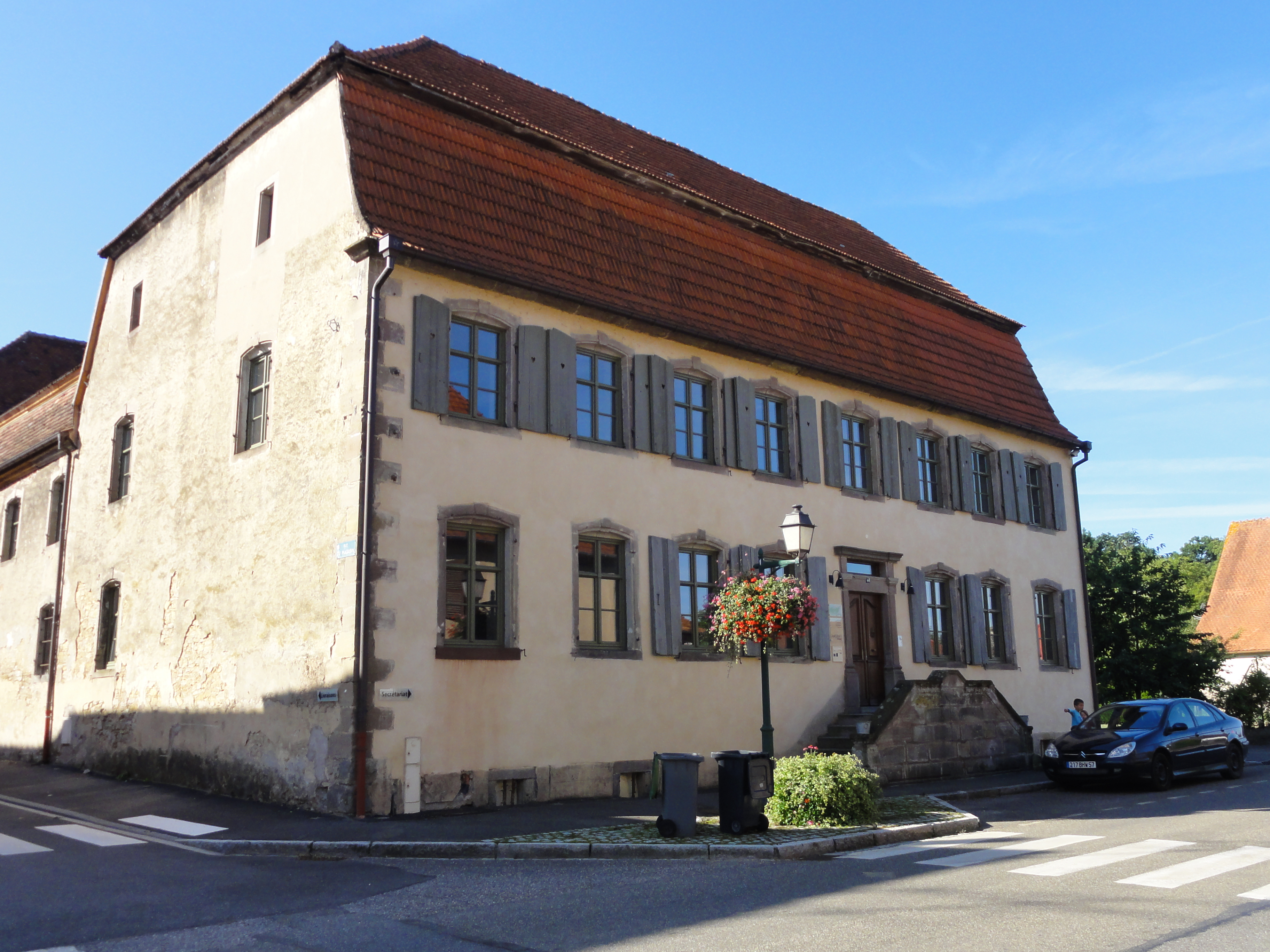
Ancien château, 44 rue de Verdun
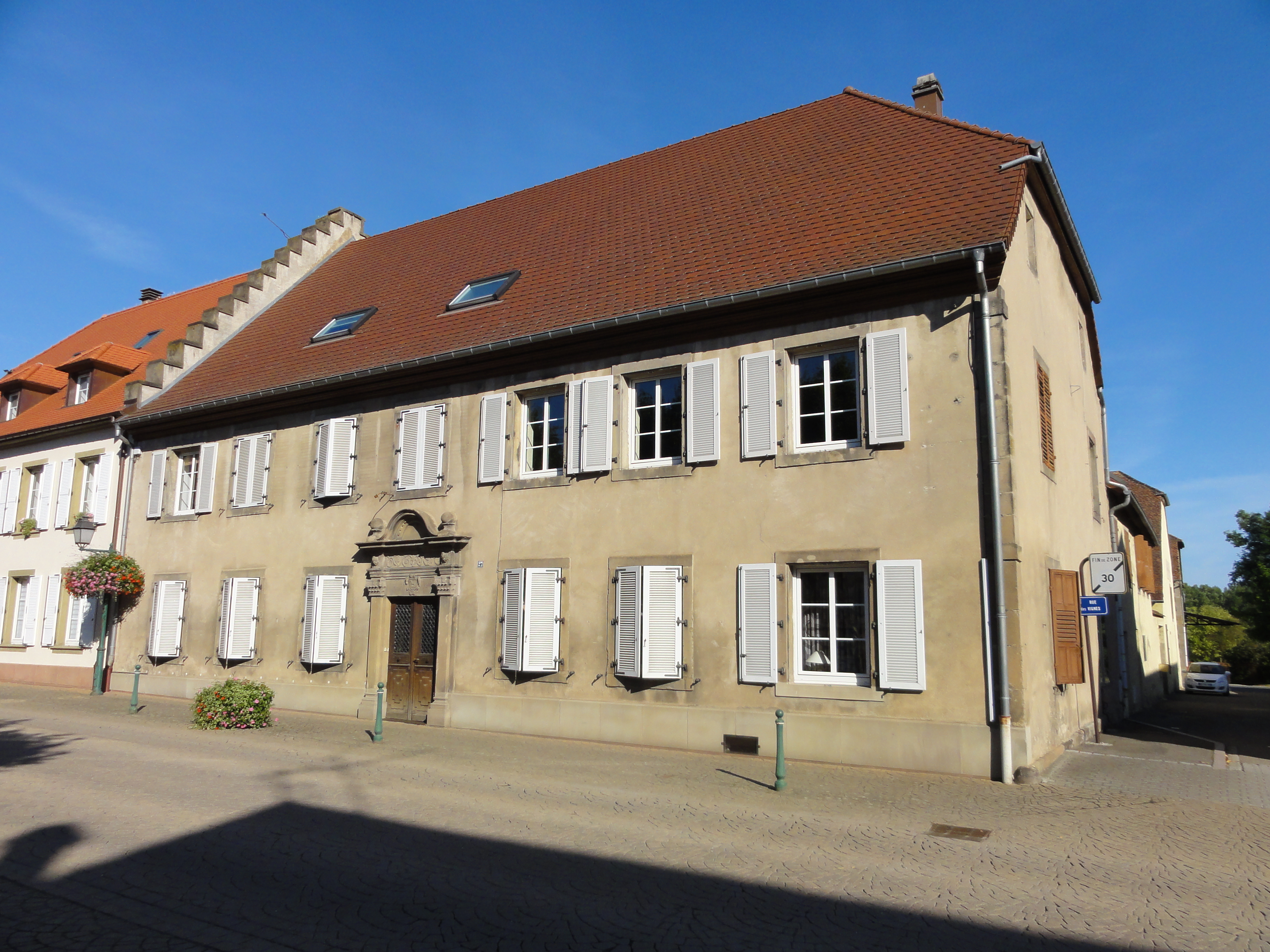
Maison (1714), 27 rue de Verdun
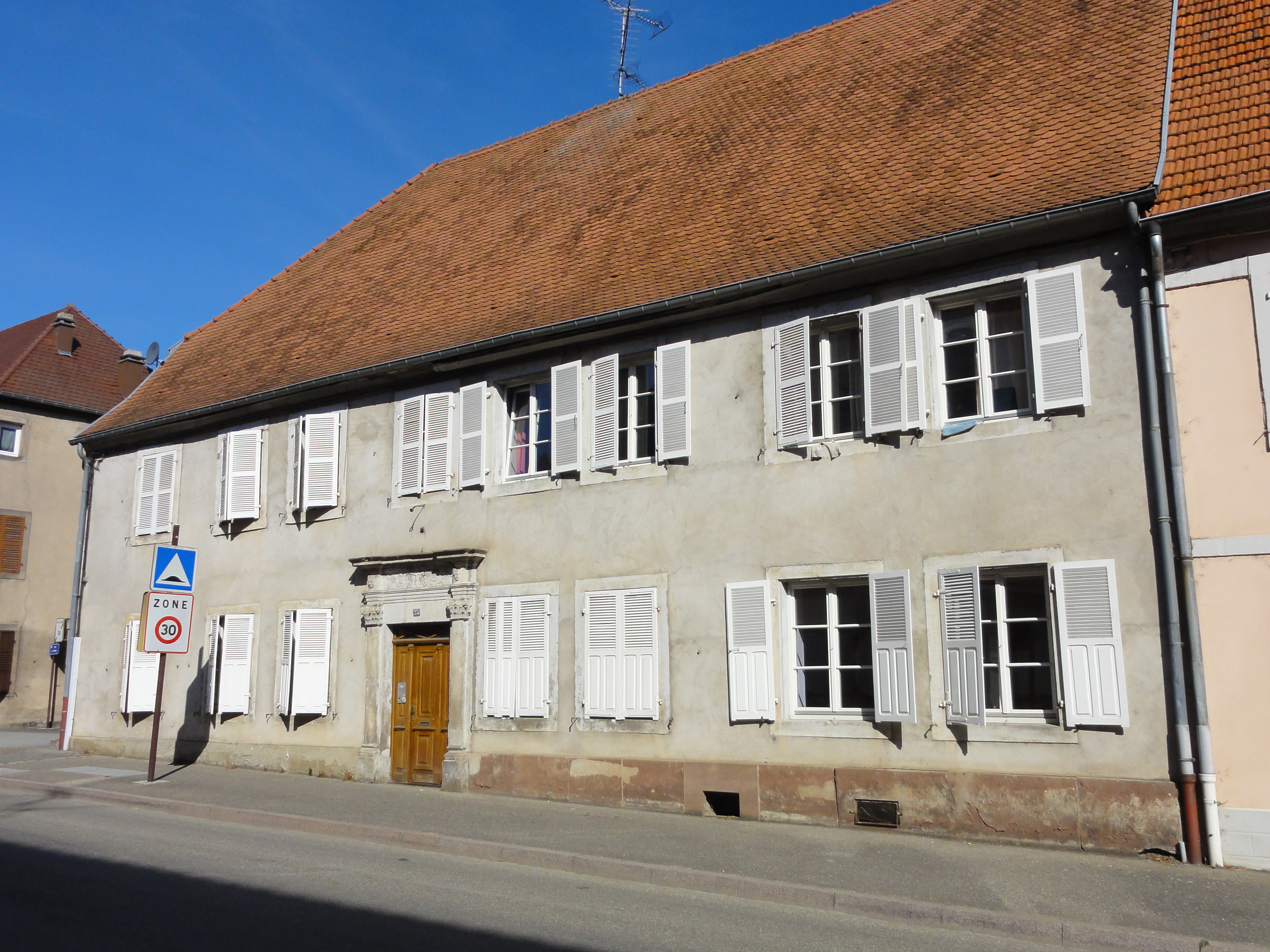
Maison (1700), 25 rue de Verdun
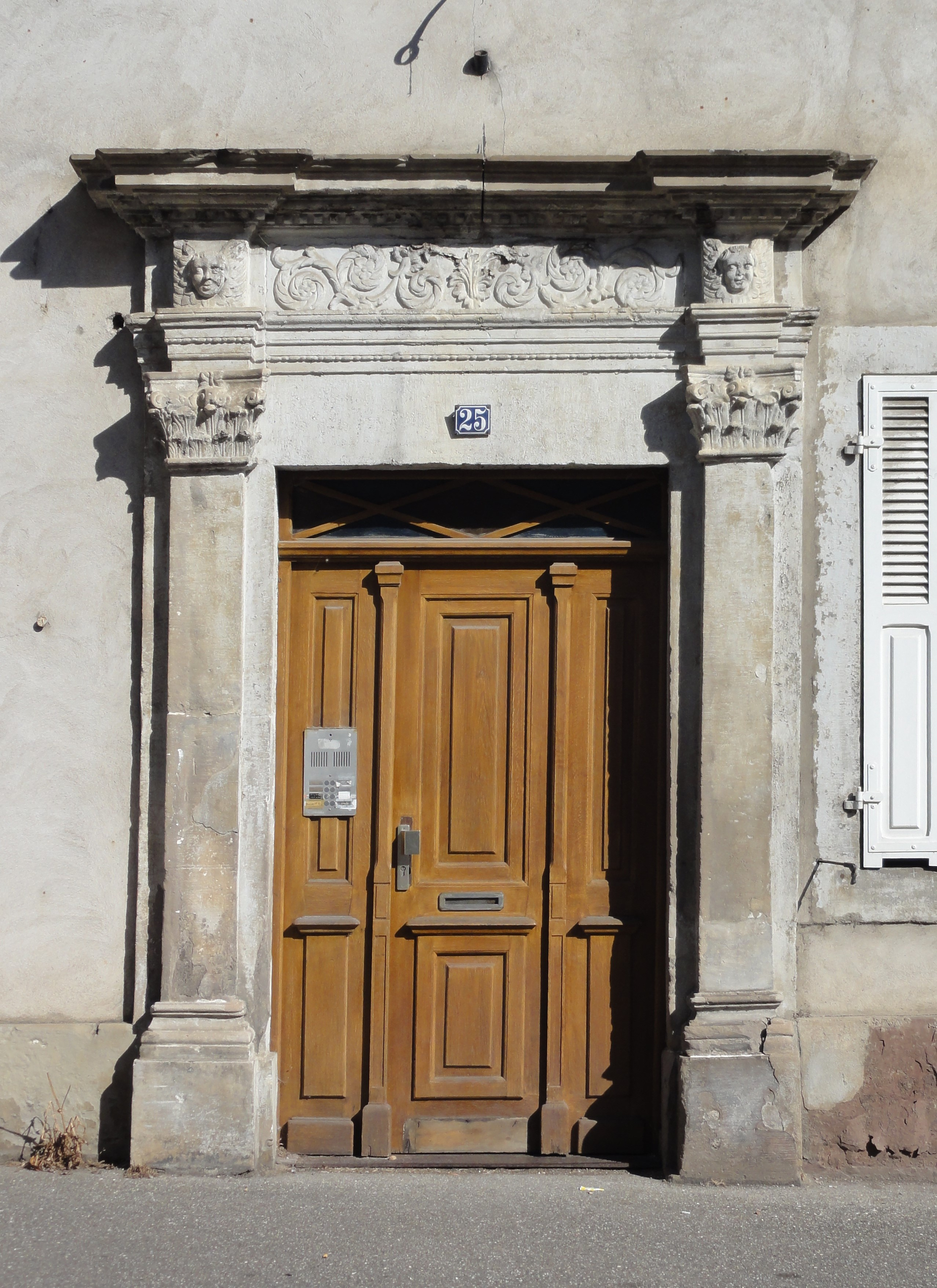
Portail (1700), 25 rue de Verdun

### Édifices religieux
- Église luthérienne[13].
- Ancien temple réformé (1750), rue des Églises, inscrit MH en 1923[14],[15], désormais dédié aux manifestations culturelles[16].

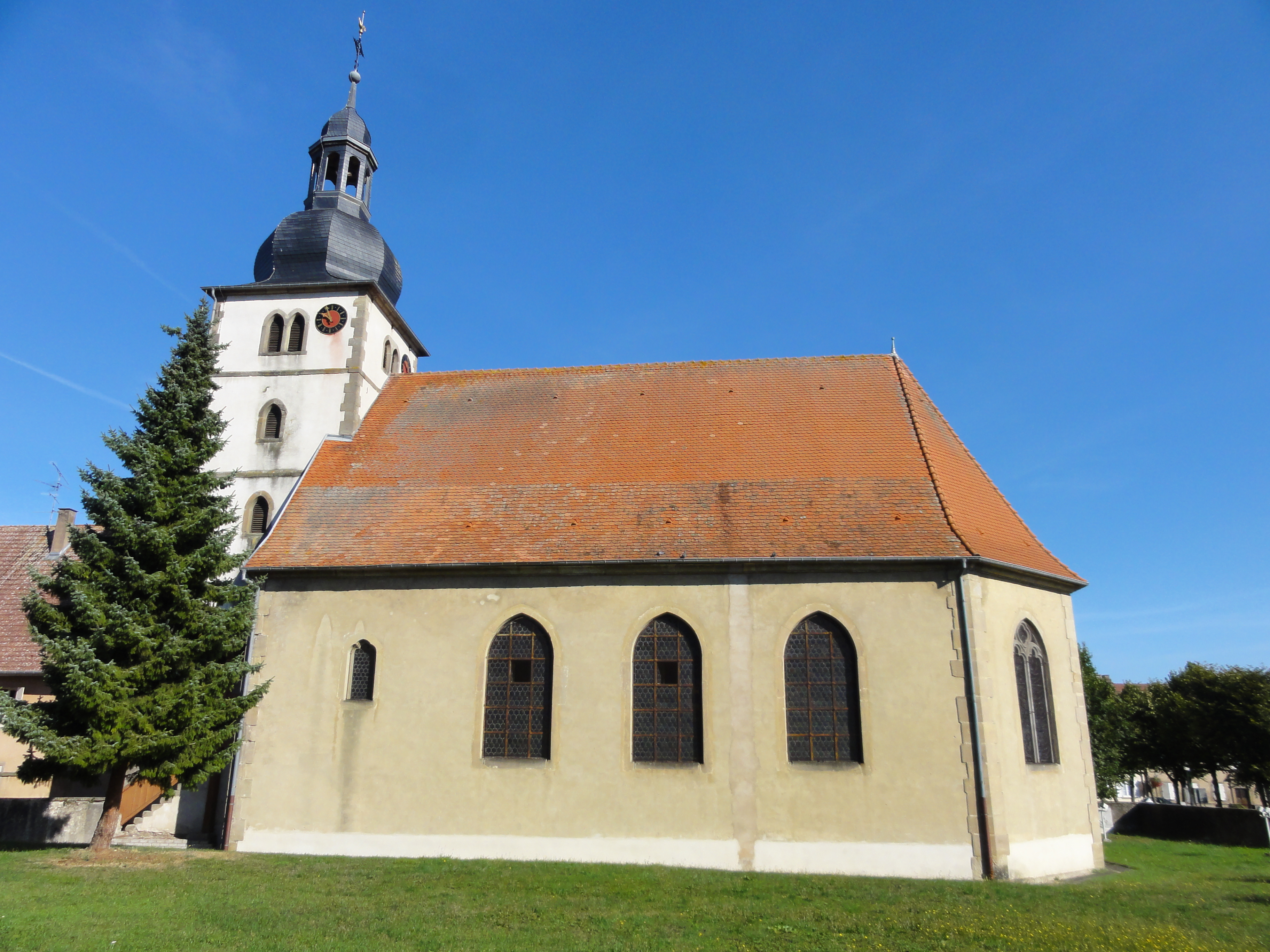
Église luthérienne
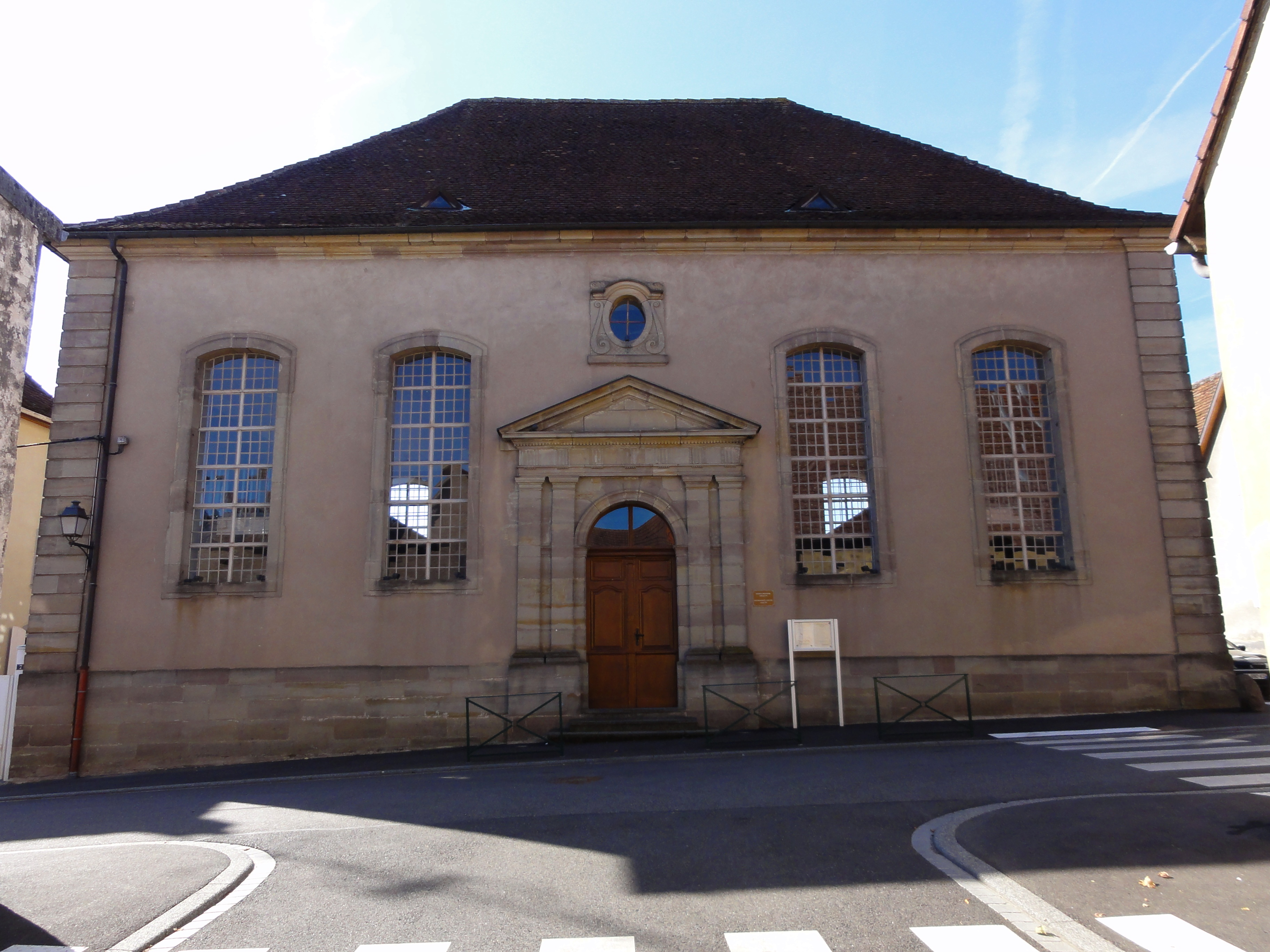
Ancien temple réformé